# Auto Modellista
Auto Modellista  est un jeu vidéo de course de voiture. Le jeu a été développé par Capcom Production Studio 1 et édité par Capcom. Il est disponible en France sur PlayStation 2, et au Japon et aux États-Unis sur PlayStation 2, Xbox et GameCube.

## Accueil
- Jeux vidéo Magazine : 13/20[1]
- Jeuxvideo.com : 13/20[2]